# Heinrich Brüning (Politiker, 1836)

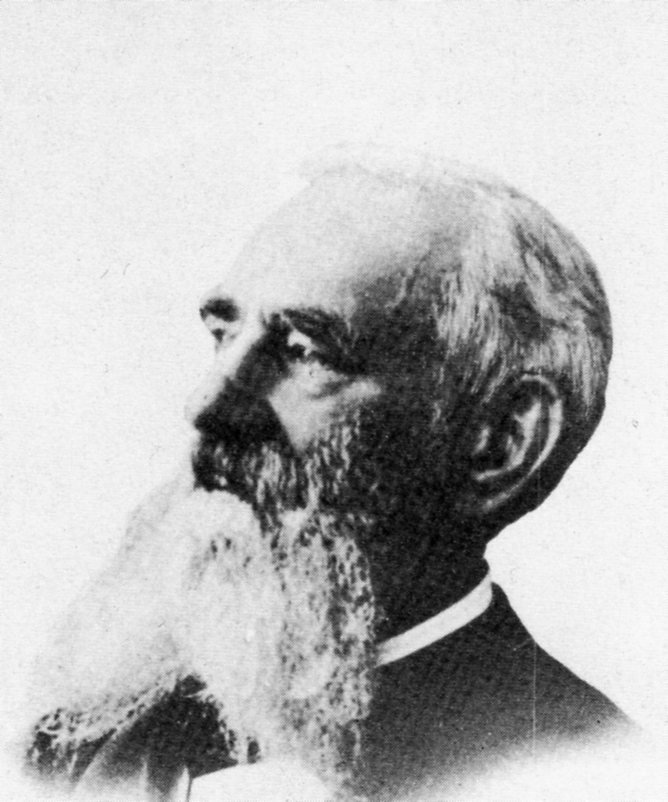
Heinrich Brüning, um 1900

Heinrich Brüning (* 3. April 1836 in Hollern im Alten Land; † 10. September 1920 in Göttingen) war ein deutscher Verwaltungsjurist und  Oberbürgermeister in Preußen.

## Leben
Heinrich Brüning war ein Sohn des Pastors und Superintendenten Johann Heinrich Brüning in Selsingen. Nach dem Besuch des Atheneum in Stade und des Domgymnasiums in Verden studierte er Rechtswissenschaft an der Ludwig-Maximilians-Universität in München und der Georg-August-Universität in Göttingen. 1856 wurde er Mitglied des Corps Franconia München und des Corps Bremensia. Bremensia verlieh ihm später die Ehrenmitgliedschaft.
Nach seiner Referendarzeit in Jorg, Verden und Lilienthal war er seit 1863 Assessor in Medingen, Soltau und Weener, bis er 1863 zum Bürgermeister von Buxtehude berufen wurde. Das Amt hatte er von 1864 bis 1870 inne.  Anschließend war er Bürgermeister und ab 1879 Oberbürgermeister von Minden. Von 1880 bis 1888 war er Oberbürgermeister von Osnabrück. Im Jahr 1888 wechselte er als Generaldirektor zur Gothaischen Feuerversicherungsbank, der er bis 1904 vorstand.
Von 1868 bis 1870 gehörte er für den Wahlkreis Hannover 36 (Rotenburg) als Mitglied der Nationalliberalen Partei dem Preußischen Abgeordnetenhaus an. Für Minden und Osnabrück saß er von 1871 bis 1888 in der „OB-Fraktion“ des Preußischen Herrenhauses während seiner Zeit als Bürgermeister bzw. Oberbürgermeister. Durch Brünings Initiative wurde der Hannoversche Städtetag gegründet.

## Schriften
- Die preußische Verwaltungs-Gesetzgebung für die Provinz Hannover nebst den hannoverschen Gemeindeverfassungsgesetzen. (1884) 3. Auflage, Meyer, Hannover, 1906.
- mit Georg Quaet-Faslem, Adolf Nicol: Geschichte des Corps Bremensia Göttingen 1812–1912. Huth, Göttingen 1914 (Digitalisat).
- Die Preußische Städteordnung vom 19. November 1808 (die Städteordnung des Minister Frhrn. vom Stein) im Vergleich mit den Verfassungen der hannoverschen Städte von 1814 bis 1848 und den hannoverschen Städteordnungen vom 1. Mai 1851 (die Städteordnung des Minister Stüve) und vom 24. Juni 1858 (revidierte). In: Hannoversche Geschichtsblätter. Bd. 18 (1915), H. 3, S. 353–388.